# Ловичские говоры

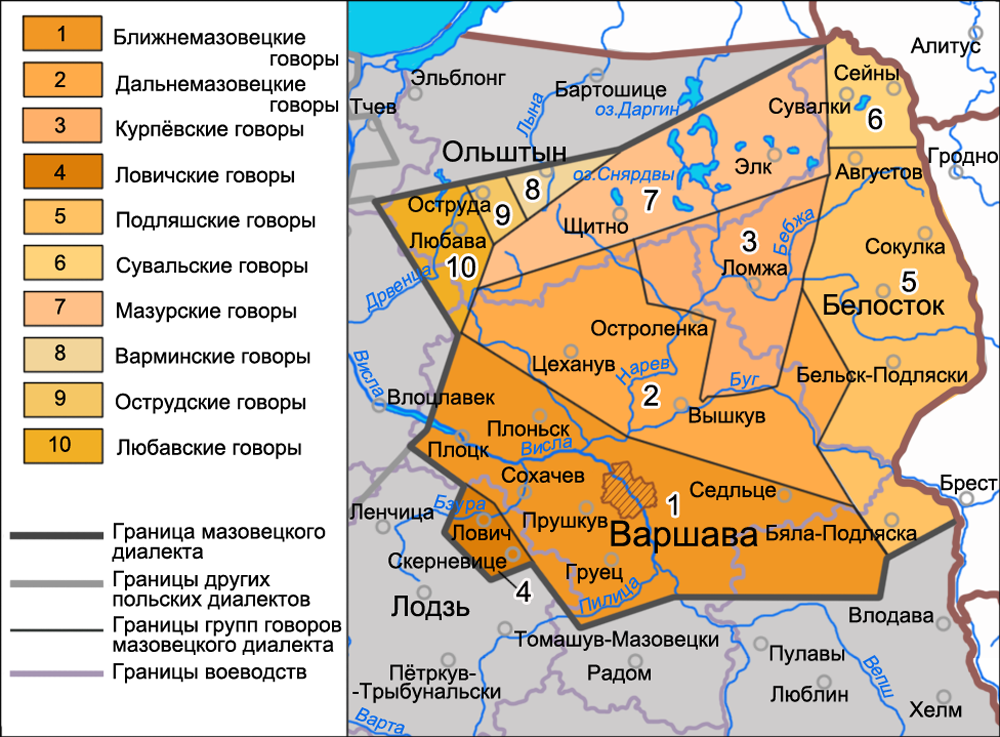
Ловичские говоры на карте мазовецкого диалекта

Ло́вичские го́воры (пол. gwary łowickie) — говоры мазовецкого диалекта польского языка, распространённые в окрестностях Ловича и Скерневице на северо-востоке Лодзинского воеводства.
Принадлежность ловичских говоров к мазовецким считается спорной, ряд диалектологов относит данные говоры к малопольскому диалекту (К. Нич, С. Урбанчик) или отмечают их малопольско-мазовецко-великопольский переходный характер (М. Куцала). В ареал мазовецкого диалекта ловичские говоры включает А. Ковальская, как мазовецкие они отмечены на сайте Gwary polskie (редактор — Г. Карась).

## Область распространения
Территория, на которой распространены ловичские говоры, представляет собой регион, обособленный не только диалектно, но и исторически, и этнографически.
Ареал ловичских говоров приблизительно совпадает с границами Ловичского княжества и входит в мазовецкую этнографическую область. Данный регион размещён главным образом на территории Ловичского повята и части Скерневицкого повята на северо-западе Лодзинского воеводства в центральной Польше.
Ловичские говоры распространены в юго-западной части ареала мазовецкого диалекта. С северо-востока данные говоры граничат с ближнемазовецкими говорами, с юго-востока — с малопольско-мазовецкими переходными говорами. С юга, запада и северо-запада к ловичским говорам примыкают ленчицкие говоры.

## Особенности говоров
Ловичские говоры, находясь в пограничных районах мазовецкого и малопольского диалектов, разделяют их языковые черты в равной степени.
Для ловичских говоров присуще мазурение — характерная черта как мазовецкого, так и малопольского диалектов, а также звонкий тип сандхи, как в малопольском, вытесняемый распространяющимся из Мазовии глухим типом сандхи.
В ловичских говорах отмечаются следующие диалектные черты:
1. Произношение o на месте древнепольского ā как в малопольском диалекте. Реже этот звук представляет собой среднее между a и o.
2. Произношение e на месте ē, совпавшее с чистым e на месте краткого (в большинстве других говоров на месте ē как правило отмечается i/y).
3. Произношение на месте ō звука, среднего между o и u — ou: kołowrout.
4. Узкое произношение носовых как переднего, так и заднего ряда.
5. Переход ił, ył, ił, yl в eł, el: liceła, umyśleła, robieły, beło, wychodzieły и т. п.
6. Отсутствие перехода e в ‘o: niesły sie, podniesły sie, zaniesło sie и т. п.

Черты, объединяющие ловичские говоры с остальными говорами мазовецкого диалекта:
1. Случаи отсутствия перехода ě в ‘a: wietraki, wymietały и т. п.
2. Отвердение m’ в окончании -ami существительных множественного числа и в формах личных местоимений: chmuramy, kwiotkamy, jak my powies, przed namy и т. п.
3. Отвердение в группе św’: śwyniom и т. п.
4. Твёрдый l перед i: ślywki и т. п.
5. Отсутствие стяжения гласных в глаголах типа stać, bać się: posztojały и т. п.